# بيتر سورينسن
بيتر سورينسن (بالدنماركية: Peter Sørensen)‏ هو مدرب كرة قدم ولاعب كرة قدم دانمركي في مركز الوسط، ولد في 24 مارس 1973 في سيلكيبورج في الدنمارك. شارك مع منتخب الدنمارك تحت 19 سنة لكرة القدم ومنتخب الدنمارك تحت 21 سنة لكرة القدم. أما مع النوادي، فقد لعب مع نادي سيلكيبورج ونادي غرونينغن ونادي مالمو وHamarkameratene ‏.

## وصلات خارجية
- بيتر سورينسن على موقع قاعدة بيانات كرة القدم.إي يو (الإنجليزية)